# Grandi magazzini (film, 1986)
Pour les articles homonymes, voir Grandi magazzini.
Pour plus de détails, voir Fiche technique et Distribution.
Grandi magazzini, littéralement Les Grands Magasins, est un film italien réalisé par Franco Castellano et Giuseppe Moccia (dits Castellano et Pipolo), et sorti en 1986.
C'est un film à sketches qui voit la participation de bon nombre des plus grandes vedettes du cinéma italien et de télévision de l'époque.

## Synopsis
Dans les Grands Magasins se mêlent différents personnages et diverses histoires.

### Evaristo Mazzetti
Evaristo Mazzetti (Enrico Montesano) est le meilleur agent de nettoyage des Grands Magasins. Pour aider son ami De Rossi (Massimo Ciavarro), il accepte de le remplacer comme aide-soignant. Mais il ne sait pas que cet homme doit 30 millions de lires à un nommé Puccio et qu'en fait De Rossi n'est autre que le fils de l'ingénieur Gruber (Gianni Bonagura (en)), propriétaire des Grands Magasins. Pendant la journée, le pauvre Evaristo reçoit plusieurs visites d’Esattore (Bruno Di Luia) envoyé par Puccio pour récupérer l’argent dû. Helena (Laura Antonelli), épouse du Dr Umberto Anzellotti (Alessandro Haber), chef du Personnel, découvre grâce à Gruber fils que sa femme de chambre a travaillé comme aide-soignante sous un faux nom. Elle le révèle à son mari. Pendant le déjeuner elle fait une tentative de séduction et va combiner une rencontre avec le père d’Evaristo (Paolo Panelli). L'arrivée surprise de l'ingénieur Gruber venu pour l'inspection sera porteuse d'autres malentendus qui finiront par conduire à un renvoi d’Evaristo par un Anzellotti furieux. Alors qu’il est tristement en train de ramasser ses affaires et de s'en aller apparaît De Rossi, qui révèle sa véritable identité. Il a remporté le prix de 50 000 lires au concours organisé par les GM et a payé la dette à Puccio. Il est même prêt à rembourser son ami pour tout le souci causé. Mais Evaristo décline l'offre de réintégration ainsi que la possibilité de faire carrière chez GM, entraînant dans le mouvement les autres employés mal traités.

### Le directeur
Le directeur des GM (Michele Placido) despotique et toujours et uniquement axé sur le travail, traite toute la journée avec froideur sa fidèle secrétaire, Mlle Roman (Simonetta Stefanelli). Le soir venu, il essaie de se rattraper et invite la femme à dîner. Il  découvre que cette invitation était attendue depuis six ans.

### Corrado Minozzi
Corrado Minozzi (Massimo Boldi) est un ancien policier reconverti comme agent de sécurité des GM. Rappelé à l'ordre par le directeur à la suite d’une négligence, il promet qu'il sera très vigilant. Le lendemain, il a maille à partir avec un voleur de bicyclette qu’il connaît bien (Teo Teocoli), un autre en train de dérober une radio, une voleuse de vêtements (Sabrina Salerno) (il ne se rend pas compte que la robe portée par la femme vient d'être volée). Confusions et quiproquos s’enchaînent.

### Fausto Valsecchi
Fausto Valsecchi (Renato Pozzetto) est un chauffeur-livreur à domicile. Pendant la journée, harcelé par le chef d'expédition (Victor Cavallo), il sera impliqué dans plusieurs situations : un concierge pointilleux ne lui permet pas d'utiliser l'ascenseur pour transporter un lourd poste de télévision (un grand danois le menace et finalement l’attaque) puis il se rend chez un couple marié qui se dispute. À la fin de la journée, au cours de sa dernière livraison, il accepte l'offre d'un ingénieur homosexuel (Franco Fabrizi) de remplacer son ami Mimi qui l’a abandonné.

### Nicola Abatecola
Nicola Abatecola (Lino Banfi) est un mendiant, avec une fausse jambe de bois qui, avec sa fille (Rosanna Banfi), fait la manche dans les grands magasins. Il n’est pas le bienvenu dans les GM et il en est même expulsé sans ménagements. Mais il finira par obtenir un peu d’humanité.

### Marco Salviati
Marco Salviati (Nino Manfredi) est un acteur en déclin, alcoolique. Il accepte l'offre de son ami et agent Simoni (Leo Gullotta) de tourner un spot publicitaire pour les Grands Magasins pour un million de lires. Pendant le tournage, Salviati essaie continuellement de boire de l'alcool en cachette et s’enivre même de champagne dans la salle de réunions de la GM avec le réalisateur et plusieurs cadres de la GM qui le reconnaissent. Le Directeur est furieux lorsqu’il apprend la chose. Mais le spot est un grand succès.

### Antonio Borazzi
Antonio Borazzi (Christian De Sica) a gagné un chèque-cadeau à dépenser dans les GM d’un montant de 500 000 lires. Confié à la responsable des relations publiques Carla Marchi (Antonella Vitale) pour le choix des marchandises, il passe toute la journée sans trouver les articles qui lui permettent de dépenser le montant exact. Il termine enfin l’opération en signant un contrat pour une nuit avec la responsable des relations publiques.

### Turati et Nardini
Turati (Paolo Villaggio) et Nardini (Gigi Reder) viennent de sortir de prison pour escroquerie et tentent déjà une nouvelle escroquerie au détriment des GM, faisant passer l'un d'eux (Paolo Villaggio) pour un robot humanoïde est-allemand très élaboré pour usage domestique. Nardini le propose au responsable des achats, le Dr Tucci (Ugo Bologna). Mais celui-ci décide de faire examiner l'article par le terrible Carletto, qui soumettra le pauvre Turati à toute une série de tests.

### Roberto
Roberto (Claudio Botosso), vendeur de vêtements pour hommes est désespérément amoureux d’Ornella Muti, l’actrice célèbre à qui il écrit tous les jours. À sa grande surprise, il la voit apparaître aux GM. Il réussit à convaincre son épouse Luisa (jouée par la même Ornella Muti) de la rencontrer. Mais Robert se rend compte qu'il rêvait. Il décide de suivre les conseils d’Ornella Muti entendus dans son rêve et de revenir à Luisa.

### Autres histoires et sketches
Une cliente (Heather Parisi) a perdu ses lentilles de contact et s’égare dans les GM. Après mille péripéties, elle se croit de retour chez elle mais en réalité elle se trouve dans une chambre à coucher du magasin.
Un commis aux paquets cadeaux (Claudio Boldi) reçoit la rémunération de ses collègues pour voir sous les jupes des clientes entrant dans le magasin à travers une grille.
Un client (Pietro Ghislandi) est excédé par une voiture japonaise à commandes vocales.
Une interviewée pour une publicité de lessive (parodie de Dash) se plaint que son chemisier bien blanc était bleu avant d'être lavé.
Un client demande une peau de mouton (vêtement) et un mouton lui est donné en chair et en os !
Un client demande un insecticide contre les guêpes et un vendeur lui montre un scooter qui porte le même nom.
Un commis chargé des mannequins ne se rend pas compte de l’échange avec une vraie femme jusqu’à ce qu’il voie ses seins nus.
Un client goûte une truffe. Parodie des publicités Tartufone Motta en vogue dans ces années-là (version longue).

## Montage et versions
Il existe trois versions du film : 
- Une première version, d’environ 1 heure 50 (celle qu’on trouve en DVD et VHS).
- Une deuxième version de 2 heures.
- Une troisième version pour la télévision dite « Version longue » de 2 heures et 26 minutes, en deux parties. Cette version est passée le 18 juin 2011 sur Iris, la chaîne TNT gratuite italienne.

Dans la version longue diffusée par Iris, on trouvait de nombreuses scènes supplémentaires :
À la fin du sketch de l'ascenseur : Pozzetto, après avoir grimpé les escaliers avec difficulté, portant le lourd téléviseur, découvre que l’homme qui l'avait acheté est mort. La scène se termine quand il pleure avec la veuve.
Boldi, l’agent de sécurité, arrête son épouse (Alessandra Panelli) et la présente au directeur, convaincu qu’elle est en train de voler. Mais en fait, le foulard qu'il a trouvé dans son sac à main était bien le sien.
Sur l’arnaque au robot : Villaggio et Reder, les deux escrocs, réapparaissent dans une scène de retour en prison, signe que la supercherie a été découverte et ces deux-là préparent déjà une nouvelle filouterie.
Avant que Salviati ne s'assoie sur le lit et réponde à l'interphone, Simoni est obligé de frapper à plusieurs reprises.
Lorsque Roberto demande à la caissière où est Ornella Muti, cette dernière marque l’étonnement, puis se moque de lui. Enfin Roberto lui demande : et les pâtisseries ? Les croissants ? Elle répond : Bob, vous les avez tous mangés ! Réveillez-vous !
Après que l’homme de main chargé de récupérer l’argent dû à Pucchio lui a cassé le doigt et dit que c’est un avertissement de celui-ci, Evaristo affolé dit : « Mais qui est ce Puccio ? Je connais un Capuccio, mais ne l'ai pas vu depuis de nombreuses années ! ».
Après avoir donné un mouton à la place d’une peau de mouton, le salarié demande d’autres moutons pour répondre à la demande mais on lui répond qu’il n’y en a plus.

## Autour du film
Le rôle de l'acteur sur le déclin a été initialement proposé à Alberto Sordi, mais l'acteur a refusé. C’est donc Nino Manfredi qui l’a incarné.
Michele Placido et Simonetta Stefanelli, qui jouent respectivement le directeur des Grands Magasins et sa secrétaire, étaient réellement mariés au moment du tournage.
Le dogue allemand qui apparaît dans un sketch avec Renato Pozzetto est celui qu’on a pu voir dans les films La Maison hantée et Prêtez-moi votre femme. Il appartenait à Pozzetto.
Le personnage joué par Christian De Sica a été initialement pensé par Castellano et Pipolo comme quelqu’un de méticuleux et précis : puis il a été changé en compulsif notoire quand il a été attribué à l'acteur romain, tout en conservant sa raideur caractéristique.
De même, les  personnages de Villaggio et Reder ont subi des changements en cours de tournage. En effet, à l’origine, c’étaient deux voleurs à l'étalage essayant de voler dans les grands magasins, mais Villagio lui-même a proposé à Castellano et Pipolo de devenir deux escrocs et d'interpréter le robot lui-même. Les mouvements de Villagio comme robot ont été mis au point par Zed, qui apparaît dans le générique (crédits).
Lorsque le personnage de Leo Gullotta tente de convaincre Nino Manfredi pour la publicité des Grands Magasins, il cite quelques grands acteurs qui ont fait des pubs, tels que Manfredi lui-même.
La fin du film a été tournée comme une pièce de théâtre, avec chacun des douze acteurs qui chante devant une carte grise. On remarquera, peut-être, une erreur manifeste d'installation : Ciavarro est le septième dans l'ordre d'apparition à l’image et Ornella Muti la dernière, mais dans le chœur dans lequel ils apparaissent, les positions sont inversées.
L'existence de plusieurs versions de différentes longueurs du film est due au fait que, pendant que le tournage se déroulait, le producteur Vittorio Cecchi Gori ajoutait de nouveaux acteurs, ce qui augmenta la durée du film et força alors les deux réalisateurs à plusieurs coupures, qui ont ensuite été replacées dans la version TV.
Le film a été tourné dans les grands magasins OKAY de Viterbo, province du Lazio (maintenant devenu un gymnase et un concessionnaire de voitures anciennes), au marché de l'euro (aujourd'hui Carrefour), à Paderno Dugnano, dans la province de Milan, à Agrate Brianza, près de Monza, en particulier l'Hôtel Colleoni, et à Rome, la ville où l’action est censée se dérouler. Cela est évident lorsqu’on voit Valsecchi avec son singe arriver au Colisée, et quand le voleur demande par radio à Minozzi quelle est la température minimale enregistrée dans la capitale. Le port de la scène finale de l'épisode avec Renato Pozzetto est en Toscane. Pour être précis, c'est le port de Cala Galera, Monte Argentario.

## Fiche technique
- Titre : Grandi magazzini
- Titre original : Grandi magazzini
- Réalisation : Franco Castellano, Giuseppe Pipolo
- Scénario : Franco Castellano, Giuseppe Pipolo
- Photographie : Sebastiano Celeste
- Montage : Antonio Siciliano
- Musique : Mariano Detto
- Costumes : Luca Sabatelli
- Production : Mario Cecchi Gori , Vittorio Cecchi Gori
- Pays : Italie
- Genre : comédie
- Durée : 110 minutes
- Année de sortie : 1986

## Distribution

### Version de base
- Lino Banfi : Nicola Abatecola da Cerignola, le mendiant
- Massimo Boldi : Corrado Minozzi, agent de sécurité au supermarché
- Rosanna Banfi : Assunta Abatecola, la fille du mendiant
- Paolo Villaggio : le prisonnier Turati / le robot
- Gigi Reder : le prisonnier Nardini / Dr Kauffman, voyageur de commerce
- Gianni Bonagura (en) : l’ingénieur Gruber, directeur des Grands Magasins
- Michele Placido : directeur
- Simonetta Stefanelli : madame Romano, la secrétaire du directeur
- Alessandro Haber : Umberto Anzellotti, chef du personnel
- Laura Antonelli : Helèna Anzellotti, l'épouse du chef du personnel
- Victor Cavallo : monsieur Carotti, chef du service Expéditions
- Ugo Bologna : Dr Tucci, directeur des Achats
- Enrico Montesano : Evaristo Mazzetti, agent d’entretien, aide-soignant
- Paolo Panelli : le père d’Evaristo
- Renato Pozzetto : Fausto Valsecchi, chauffeur-livreur
- Antonella Vitale : Carla Marchi, responsable des relations publiques
- Tiziana Riccitelli : employé au service Informations
- Ennio Antonelli: réparateur d’appareils
- Nino Manfredi : Marco Salviati, acteur publicitaire
- Leo Gullotta : Simoni, agent de Salviati
- Mattia Sbragia : Dottor Baldini, réalisateur de spots publicitaires
- Luciano Bonanni : Bonanni
- Massimo Ciavarro : De Rossi, commis au service santé (en fait, le fils du directeur)
- Pongo : commis réparateur de bicyclettes
- Claudio Boldi : commis aux paquets cadeaux
- Claudio Botosso : Roberto, vendeur de vêtements pour hommes
- Ornella Muti : elle-même / Luisa, commise aux vêtements pour enfants
- Riccardo Rossi : Giovanni, vendeur de vêtements pour hommes
- Memo Dittongo : vendeur de sprays anti-moustiques
- Teo Teocoli : Armando Venturini detto, voleur de bicyclettes
- Christian De Sica : Antonio Borazzi, culturiste, remporte le prix de 500 000 lires
- Andrew Omokaro
- Gianni Franco : interviewer pour le détergeant Push
- Heather Parisi : cliente myope
- Pietro Ghislandi : client exaspéré par le haut-parleur
- Francesca Dellera : la femme en rouge
- Eva Grimaldi : la femme en jaune
- Sabrina Salerno : voleuse de vêtements
- Enzo De Toma : voleur de matériel hi-fi
- Massimo Buscemi : voleur de chariots
- Daniela Piperno : voleuse de chariots
- Franco Fabrizi : l’ingénieur Zambuti
- Bruno Di Luia : Esattore
- Giuseppe Lanzetta : Giuseppe
- Iaia Forte : l'épouse de Giuseppe
- Gustavo Pastorini : Carlo, le serveur
- Giuseppe Marrocco : le membre du conseil d’administration
- Maria Donnarumma
- Massimo Iellini

### Version longue
- Isabella Biagini : testeuse
- Dino Cassio : l’homme dans l’ascenseur
- Vittoria Di Silverio : ell-même
- Alessandra Panelli : l'épouse de Minozzi

## Source de traduction
- (it) Cet article est partiellement ou en totalité issu de l’article de Wikipédia en italien intitulé « Grandi magazzini » (voir la liste des auteurs).